# Endrei Gerzson
Endrei Gerzson, születési és 1897-ig használt nevén Engländer Gerzson (Derecske, 1873. május 23. – Budapest, Erzsébetváros, 1945. február 3.) tanár, klasszika-filológus.

## Élete
Apja Engländer (Jeheszkel) József, a makói izraelita hitközség rabbihelyettese és kántora, anyja Grosz Alte (Lotti) (1853–1932) volt. Tanulmányait az Országos Rabbiképző Intézetben és a Budapesti Tudományegyetemen végezte, majd tanári pályára lépett, doktorátust és klasszika-filológiából oklevelet szerzett. Több iskolánál működött, többek között tanított a budapesti Erzsébetvárosi Állami Főgimnáziumban, a beregszászi (1902–1907) és a losonci (1907–1913) Állami Főgimnáziumokban, majd 1913 szeptemberétől az Óbudai Árpád Gimnázium tanárának nevezték ki. Az 1910-es évek végétől a budapesti Kölcsey Ferenc Gimnáziumban oktatott. Választmányi tagja volt az Országos Középiskolai Tanáregyesületnek és a Magyar Pedagógiai Társaságnak. Élénk irodalmi működést fejtett ki. Filológiai, pedagógiai és archeológiai cikkei magyar és külföldi tudományos folyóiratokban jelentek meg. A budapesti gettó felszabadítását még megérte, ám két héttel később elhunyt.

## Családja
Első házastársa Klein Anna (1877–1929), második felesége Schäffer Hedvig (1894–1955) volt, Schäffer Simon és Politzer Fanni lánya, akit 1931. május 3-án Budapesten vett nőül.
Gyermekei:
- Endrei Ferenc (1906–?) újságíró, az Egyenlőség munkatársa
- Endrei Jolán (1907–?), férje Krassó Tibor

Fiútestvérei Endrei Simon Henrik (1879–1960), a Chevra Kadisha főtitkára, Endrei Mózes temesvári ügyvéd, Endrei Ármin (1883–1962) fogorvos és Endrei Márton fővárosi kereskedő.

## Művei
- Adalékok az emberi beszédmód elvéhez a szentírás-magyarázat történetében (1898)
- A papiruszok világából (1912)
- Szemelvények a Koránból (1915)